# Kürschner
Kürschner is de naam van een familie die fabrikanten van productiemachines voor de kaarsenfabricage heeft voortgebracht. Dit heeft geresulteerd in het familiebedrijf Spezial-Maschinenfabrik Hans Kürschner GmbH & Co KG, dat is gevestigd te Hinsbeck in de gemeente Nettetal. De wortels van dit bedrijf liggen in Helmond.

## Geschiedenis
In 1919 kwam Walter Kürschner (geboren in 1872) samen met zijn vrouw Maria Schmidt en zijn jongste zoon, de 8-jarige Herbert Kürschner vanuit Barmen naar Helmond. Hij werd daar bedrijfsleider van een nieuw bedrijf, Helmat (N.V. Helmondsche Machine- en Textielfabriek) geheten. Dit had te maken met de nasleep van de Eerste Wereldoorlog, waardoor het bedrijfsleven in Duitsland moeilijk uit te oefenen was. Walter had te Barmen reeds ervaring opgedaan in de fabricage van vlechtmachines voor de textielindustrie. Een bouwer van textielproductiemachines was ook in Helmond zeer welkom, gezien de bloeiende textielindustrie aldaar.
Helmat werd gevestigd in de leegstaande gebouwen van weverij Bogaers. De Duitse vaklieden werden gevestigd in een rij huizen, de Duitse huizen, te Mierlo-Hout. Deze huizen bestaan nog steeds.
De Helmat had 50 tot 60 draaibanken en een eigen stroomvoorziening. Dit moderne bedrijf ging echter in 1921 failliet.
Walter Kürschner begon toen zelfstandig verder met een aantal machines uit de boedel van Helmat. Hij bleef in een fabriekje aan het Binderseind machines produceren voor het vlechten van lampenpitten, veters, uniformbiezen, tafelkleden en gordijnen. Er was een relatie met de bandfabriek Vullings te Heeze. 
In 1925 kwam zoon Hans in het fabriekje werken. Walters twee andere zoons kwamen eveneens in dienst van het bedrijf. Dezen vertrokken in de jaren 30 van de 20e eeuw. Men begon, naast vlechtmachines, ook kaarsengietmachines te vervaardigen, in de eerste plaats voor kaarsenfabriek Bolsius te Schijndel. Later leverde men ook aan de firma Hoogland te Roermond. Eén van de markante medewerkers was Frans van Ettro. Walter had bovendien persoonlijke contacten met Hub van Doorne.
Een probleem van de Kürschners was dat ze hun Duitse nationaliteit bleven behouden en dat na de Tweede Wereldoorlog het bedrijf werd gevorderd en de familie genoopt was te vertrekken naar Duitsland.
In 1947 startte men opnieuw te Kaldenkerken, in de voormalige danszaal van het keizerlijk hof. Het bedrijf groeide voorspoedig, verhuisde naar Hinsbeck, en in 1959 werd de duizendste machine afgeleverd. Men had toen 70 personeelsleden. In 1965 overleed Walter Kürschner, maar het bedrijf groeide verder uit tot wereldmarktleider op het gebied van kaarsenproductiemachines.